# Harold Kroto
Sir Harold (Harry) Walter Kroto (tên khai sinh là Harold Walter Krotoschiner; 7 tháng 10 năm 1939 – 30 tháng 4 năm 2016) là nhà hóa học người Anh. Ông được trao Giải Nobel Hóa học cùng với Richard Smalley và Robert Curl vào năm 1996 nhờ sự phát hiện Fullerene vào năm 1985.
Kroto giữ nhiều vị trí trong giới học thuật trong suốt cuộc đời của ông, đáng chú ý nhất là Giáo sư Hóa học Francis Eppes tại Đại học bang Florida, nơi ông tham gia vào năm 2004. Trước đó, ông đã trải qua phần lớn sự nghiệp của mình tại Đại học Sussex, nơi ông giữ chức giáo sư danh dự. Kroto đẩy mạnh giáo dục khoa học và là một nhà phê bình đức tin tôn giáo.

## Những năm đầu tiên
Kroto sinh ra ở Wisbech, Cambridgeshire, Anh, với Edith và Heinz Krotoschiner. Tên của ông được lấy nguồn gốc từ Silesia. Gia đình của cha ông đến từ Bojanowo, Ba Lan, và mẹ ông đến từ Berlin. Cả hai bố mẹ đều sinh ra ở Berlin và chạy trốn sang Anh vào những năm 1930 như những người tị nạn từ nước Đức; cha ông là người Do Thái. Harry đã lớn lên ở Bolton trong khi chính quyền Anh bắt giữ cha của mình trên đảo Man như một quân địch. Sau đó ông theo học tại Bolton, nơi đây ông từng là một người đương thời của diễn viên Ian McKellen. Năm 1955, cha của Harold rút ngắn tên gia đình cho Kroto. Khi còn là một đứa trẻ, ông đã say mê bởi bộ Meccano. Kroto ghi nhận Meccano, cũng như trợ giúp cha của mình trong nhà máy sản xuất balô sau chiến tranh thế giới thứ II – cùng với những kỹ năng phát triển hữu ích trong nghiên cứu khoa học. Ông đã phát hiện mình có một sự quan tâm về hóa học, vật lý và toán học ở trường trung học, và bởi vì giáo viên chủ nhiệm thứ sáu của ông là một thầy giáo hóa học (Harry Heaney - người sau này trở thành giáo sư đại học) cảm thấy rằng Đại học Sheffield có phòng hóa học tốt nhất ở Anh, ông đến Sheffield. Mặc dù là một người Do Thái lớn lên, Harry Kroto nói rằng tôn giáo không có bất kỳ cản trở gì với ông. Ông là một nhà nhân bản học cho rằng có ba tôn giáo: Ân xá quốc tế, chủ nghĩa vô thần và hài hước. Ông là một người ủng hộ nổi bật của Hiệp hội Nhân văn Anh. Năm 2003, ông là một trong 22 người đoạt giải Nobel ký Tuyên bố Nhân bản.

## Sự nghiệp giáo dục và học thuật

### Giáo dục
Kroto được đào tạo tại Trường Bolton Grammar bên cạnh Robert Walker Hay và đến trường Đại học Sheffield năm 1958, nơi ông tốt nghiệp bằng cử nhân Hóa học năm 1961 và tiến sĩ về quang phổ phân tử (1964).Trong thời gian làm việc tại Sheffield, ông còn là biên tập viên của "Arrows" - tạp chí sinh viên đại học, đã từng chơi tennis cho đội tuyển Đại học (lên đến hai lần trận chung kết UAU) và là Chủ tịch Hội đồng Điền kinh Sinh viên (1963 – 1964). Trong số những thứ khác như là tạo ra các phosphaalkenes đầu tiên (các hợp chất với liên kết đôi carbon phosphor), các nghiên cứu tiến sĩ của ông bao gồm nghiên cứu chưa được công bố về carbon suboxide, O = C = C = C = O, và điều này dẫn đến sự quan tâm chung đối với các phân tử chứa chuỗi các nguyên tử cacbon với nhiều liên kết nhiều. Ông bắt đầu công việc của mình với một quan tâm đến hóa học hữu cơ, nhưng khi ông học về quang phổ nó nghiêng ông về hóa học lượng tử; ông sau đó đã phát triển một quan tâm đến Hóa học vũ trụ. Sau khi lấy bằng tiến sĩ, Kroto đã dành hai năm ở vị trí sau tiến sĩ tại Hội đồng Nghiên cứu Quốc gia Ottawa, Canada thực hiện công việc tiếp theo trong quang phổ phân tử, và cũng đã dành năm tiếp theo tại Bell Laboratories ở New Jersey (1966 – 1967) thực hiện Raman nghiên cứu các tương tác pha lỏng và nghiên cứu về hóa học lượng tử.

### Nghiên cứu tại trường Đại học Sussex
Năm 1967, Kroto bắt đầu giảng dạy và nghiên cứu tại Đại học Sussex ở Anh. Trong thời gian của mình tại Sussex từ năm 1967 đến năm 1985, ông đã tiến hành nghiên cứu chủ yếu tập trung vào các nghiên cứu quang phổ của loài mới và mới lạ không ổn định và bán ổn định. Công việc này đã dẫn đến sự ra đời của nhiều lĩnh vực hóa học mới liên quan đến carbon nhân lên các yếu tố thứ hai và thứ ba ví dụ như S, Se và P. Một bước đột phá đặc biệt quan trọng (với đồng nghiệp Sussex John Nixon) là việc tạo ra một số loài phosphor mới, phát hiện bằng quang phổ vi sóng. Công trình này dẫn đến sự ra đời của các lĩnh vực hóa học phosphaalkene và phosphaalkyne. Những loài này có chứa carbon hai và ba liên kết với phosphorus (C = P và C ≡ P). Năm 1975, ông trở thành giáo sư hóa học. Điều này trùng hợp với các phép đo vi sóng trong phòng thí nghiệm với đồng nghiệp của Sussex, David Walton, về các phân tử chuỗi tuyến tính dài, dẫn tới các quan sát thiên văn vô tuyến phóng xạ với các nhà thiên văn học người Canada đã khám phá ra thực tế đáng ngạc nhiên rằng các loài carbonaceous không bình thường này tồn tại trong những khoảng không tương đối lớn trong không gian giữa các sao cũng như các bầu khí quyển bên ngoài một số ngôi sao – những nơi khổng lồ giàu carbon.

### Sự khám phá buckminsterfullerene
Năm 1985, dựa trên các nghiên cứu của Sussex và khám phá ra sao, các thí nghiệm của phòng thí nghiệm (với các đồng nghiệp James R. Heath, Sean C. O'Brien, Yuan Liu, Robert Curl và Richard Smalley tại Đại học Rice) mô phỏng hóa học phản ứng trong bầu khí quyển của các ngôi sao khổng lồ đỏ đã chứng minh rằng các phân tử C60 ổn định có thể hình thành tự phát từ hơi carbon ngưng tụ. Các nhà điều tra hợp tác với nhau đã chỉ đạo các laser ở graphite và kiểm tra kết quả. Phân tử C60 là một phân tử có cùng hình dạng đối xứng như một quả bóng đá, bao gồm 12 pentagons và 20 hexagon của các nguyên tử cacbon. Kroto đã đặt tên cho phân tử buckminsterfullerene, sau khi Buckminster Fuller đã hình thành các vòm đo đạc, như khái niệm mái vòm đã cung cấp một đầu mối cho cấu trúc có khả năng của các loài mới. Năm 1985, khám phá C60 đã làm cho Kroto chuyển sự tập trung của nghiên cứu của mình từ quang phổ để khảo sát các hậu quả của khái niệm cấu trúc C60 (và chứng minh điều đó là chính xác) và khai thác các hàm ý cho hóa học và khoa học vật liệu.
Nghiên cứu này rất quan trọng cho việc phát hiện ra một hợp chất mới của carbon gọi là fullerene. Các hợp chất khác của cacbon bao gồm than chì, kim cương và graphene. Báo cáo năm 1985 của Harry Kroto mang tên "C60: Buckminsterfullerine", xuất bản cùng với các đồng nghiệp JR Heath, SC O'Brien, RF Curl và RE Smalley, đã được vinh danh bởi một trích dẫn về Giải thưởng đột phá hóa học từ Phòng Lịch sử Hoá học của Hiệp hội Hoá học Hoa Kỳ, được trình bày cho Đại học Rice vào năm 2015. Sự phát hiện của fullerenes đã được công nhận trong năm 2010 bởi việc chỉ định một dấu ấn Hóa học Lịch sử Quốc gia của Hiệp hội Hóa học Mỹ tại Viện Richard Khoa học và Công nghệ nano ở Đại học Rice ở Houston, Texas.

### Nghiên cứu tại Đại học bang Florida
Năm 2004, Kroto rời trường Đại học Sussex để đảm nhận một vị trí mới là Giáo sư Hóa học Francis Eppes tại Đại học Bang Florida. Tại FSU, ông đã tiến hành các nghiên cứu cơ bản về: Hơi carbon với Giáo sư Alan Marshall, mở các hệ thống giai đoạn ngưng kết bằng hành vi điện và từ quan trọng về chiến lược với các giáo sư Naresh Dalal (FSU) và Tony Cheetham (Cambridge); và cơ chế hình thành và tính chất của các hệ thống có cấu trúc nano. Ngoài ra, ông còn tham gia vào các sáng kiến nghiên cứu tại FSU nghiên cứu về hóa học Astrochemistry của fullerenes, metallofullerenes, và hydrocarbon thơm đa hình trong không gian sao / không gian, cũng như sự liên quan của chúng đến bụi sao.

### Tiếp cận giáo dục và dịch vụ công cộng
Năm 1995, ông cùng nhau thành lập Vega Science Trust, một tổ chức từ thiện giáo dục của Anh, tạo ra các bộ phim khoa học có chất lượng cao bao gồm các bài giảng và phỏng vấn các nhà khoa học đoạt giải Nobel, chương trình thảo luận, sự nghiệp và tài nguyên giảng dạy cho truyền hình và trực tuyến trên Internet. Vega đã sản xuất trên 280 chương trình, phát trực tuyến miễn phí từ trang web của Vega hoạt động như kênh truyền hình khoa học. Sự tin tưởng này đóng cửa vào năm 2012.
Trong năm 2009, Kroto đã hướng tới việc phát triển sáng kiến giáo dục khoa học thứ hai, Geoset. GEOSET là một bộ nhớ cache trực tuyến ngày càng tăng của các mô-đun giảng dạy đã được ghi lại được tự do tải xuống cho các nhà giáo dục và công chúng. Chương trình nhằm mục đích tăng cường kiến thức về khoa học bằng cách tạo ra một kho lưu trữ toàn cầu về các video giáo dục và các bài trình bày từ các trường đại học hàng đầu và các tổ chức.
Năm 2003, trước cuộc xâm lược Iraq của Blair / Bush với lý do Iraq có vũ khí hủy diệt hàng loạt, Kroto đã khởi xướng và tổ chức việc công bố một bức thư để được ký bởi một tá nhà khoa học đoạt giải Nobel của Anh và xuất bản trong tờ Times. Nó được sáng tác bởi người bạn của ông, người đoạt giải Nobel hòa bình do ông Joseph Rotblat lãnh đạo và được xuất bản trên The Times vào ngày 15 tháng 2 năm 2003.
Ông đã viết một loạt bài báo, phần lớn là những ý kiến, từ 2002-2003 cho Times Higher Education Supplement, một ấn phẩm hàng tuần của Anh.
Từ năm 2002 – 2004, Kroto giữ chức Chủ tịch Hiệp hội Hóa học Hoàng gia.
Năm 2004, ông được bổ nhiệm làm giáo sư Francis Eppes tại khoa hóa học thuộc Đại học bang Florida, thực hiện nghiên cứu về khoa học nano và công nghệ nano.
Ông đã nói chuyện tại Đại học Auburn vào ngày 29 tháng 4 năm 2010, và tại Viện Chính sách công James A. Baker III tại Đại học Rice với Robert Curl vào ngày 13 tháng 10 năm 2010.
Vào tháng 10 năm 2010, Kroto đã tham dự Chương trình Ăn trưa với Chương trình Khen thưởng Khoa học và Kỹ thuật Hoa Kỳ với các sinh viên trung và cao học có cơ hội tham gia cuộc trò chuyện thân mật với một nhà khoa học đoạt giải Nobel.
Ông đã phát biểu tại Đại học Mahatma Gandhi, tại Kottayam, tại Kerala, Ấn Độ vào tháng 1 năm 2011, nơi ông là một giảng viên đặc biệt được mời của Chính phủ Kerala, từ ngày 5 đến ngày 11 tháng 1 năm 2011.
Kroto đã nói chuyện tại CSICon 2011, một quy ước "dành riêng cho việc nghiên cứu khoa học và tư duy phê phán" do Ủy ban Khắc phục Khiếm thính tổ chức cùng với tạp chí Squirting Inquirer và Trung tâm Nghiên cứu. Ông cũng đã trình bày bài giảng IPhO 2012 tại Olympic Vật lý Quốc tế tổ chức tại Estonia.
Năm 2014, Kroto phát biểu tại Lễ hội Starmus ở quần đảo Canary, thuyết trình về cuộc đời của ông về khoa học, hóa học và thiết kế.

## Đời tư
Năm 1963, ông kết hôn với Margaret Henrietta Hunter, cũng là sinh viên của Đại học Sheffield vào thời điểm đó. Hai vợ chồng có hai con trai: Stephen và David. Trong suốt cuộc đời của mình, Kroto là người yêu phim, sân khấu, nghệ thuật, âm nhạc và xuất bản tác phẩm nghệ thuật của riêng mình.

### Niềm tin cá nhân
Kroto là một "tín ngưỡng vô thần", người nghĩ rằng niềm tin trong sự bất tử lấy được từ sự thiếu can đảm để chấp nhận cái chết của con người. Ông là người bảo trợ Hiệp hội Nhân văn Anh.
Ông là người ủng hộ Tổ chức Ân xá Thế giới. Ông đã đề cập đến quan điểm của ông rằng tín ngưỡng tôn giáo khiến cho người ta phải chấp nhận hành động phi đạo đức hoặc vô nhân đạo: "Sai lầm duy nhất mà Bernie Madoff thực hiện là hứa hẹn trở lại trong cuộc đời này". Ông cho rằng các nhà khoa học có trách nhiệm làm việc vì lợi ích của toàn bộ loài. Vào ngày 15 tháng 9 năm 2010, Kroto, cùng với 54 người khác, đã ký một bức thư ngỏ được xuất bản trong The Guardian, nêu rõ sự phản đối của họ đối với cuộc thăm viếng nhà nước của Đức giáo hoàng Bênêđictô XVI tới Vương quốc Anh.
Kroto là người ký tên đầu tiên của Ngày Tiểu hành tinh.
Năm 2008, Kroto đã chỉ trích Michael Reiss về việc chỉ đạo thuyết sáng tạo giảng dạy cùng với tiến hóa.
Kroto đã ca ngợi sự gia tăng thông tin trực tuyến được tổ chức như là một "Cách mạng Giáo dục" và đặt tên nó là "GooYouWiki" thế giới đề cập đến Google, YouTube và Wikipedia.
Một trong những câu trích dẫn yêu thích của Kroto là: "Tôi tin tưởng vào Thiên Chúa của Spinoza, người đã tỏ mình ra trong sự hòa hợp có trật tự của những gì tồn tại, không phải trong một Thiên Chúa liên quan đến số phận và hành động của con người". theo Albert Einstein.

### Thiết kế đồ hoạ
Việc khám phá ra buckminsterfullerene khiến Kroto phải hoãn ước mơ thành lập một studio thiết kế đồ hoạ và nghệ thuật - ông đã làm đồ hoạ nửa chuyên nghiệp trong nhiều năm. Tuy nhiên, tác phẩm thiết kế đồ hoạ của Kroto đã thu được nhiều áp phích, đầu thư, biểu tượng, bìa sách / tạp chí, thiết kế huy chương... Ông đã sản xuất tác phẩm nghệ thuật sau khi nhận được giải thưởng đồ họa trong cuộc thi Thiết kế Jacket Sách của Chủ nhật Thời báo (1964) và Moet Hennesy / Louis Vuitton Khoa học pour l'Art Prize (1994). Các tác phẩm đồ họa đáng chú ý khác bao gồm thiết kế của tạp chí Nobel Vương quốc Anh về Hóa học (2001) và các đặc trưng tại Triển lãm mùa hè Hoàng gia (London) (2004).

### Cái chết và phản ứng
Kroto chết vào ngày 30 tháng 4 năm 2016 tại Lewes, East Sussex từ những biến chứng của chứng xơ cứng động dục ở 76 tuổi. Ông được bao bọc bởi gia đình và bạn bè thân thiết

Richard Dawkins đã viết một bài báo tưởng cho nhà hóa học Kroto, nơi ông đề cập đến "hận thù đam mê tôn giáo" của Kroto. Tạp chí Wall Street mô tả ông là "(dành phần lớn thời gian sau này của ông) lái máy bay khắp thế giới để tôn vinh nền giáo dục khoa học trong một thế giới mà ông đã chứng kiến sự mù quáng của tôn giáo ". Zack Kopplin của Slate đã kể lại câu chuyện về việc Kroto đã đưa ra lời khuyên và hỗ trợ chống lại luật lệ sáng tạo của Louisiana, một luật cho phép giáo viên trường công lập tấn công tiến hóa và cách Kroto bảo vệ các phát hiện khoa học của toàn cầu ấm lên. Trong một phúc trình được xuất bản trên tạp chí Nature, Robert Curl và James R. Heath đã mô tả Kroto như sau:
"Bắt chước cảm giác hài hước giống như của bộ phim hài Anh Monty Python."